# Reasons to Stay Indoors
Reasons To Stay Indoors es el cuarto trabajo del grupo noruego Savoy lanzado el lunes 8 de octubre de 2001 en Noruega y el 25 de febrero de 2002 en Suecia.
Este disco es, al igual que Mountains Of Time, uno de los más aclamados de Savoy.
Existe, por tanto y al igual que con Mountains Of Time, una edición limitada que incluía un CD bonus con 5 temas extra.

## Listado de temas
Reasons To Stay Indoors incluye 12 temas muy buenos y variados entre los que destacan Reasons To Stay Indoors y el sencillo If You Won't Come To The Party.
- 1. Reasons To Stay Indoors (5:29)
- 2. If You Won't Come To The Party (4:26)
- 3. Face (4:47)
- 4. Half Of The Time (4:19)
- 5. Once Upon A Year (4:53)
- 6. The Fear List (4:51)
- 7. I Would Not Change A Thing (4:54)
- 8. Paramount (3:34)
- 9. The One That Got Away (4:00)
- 10. Against The Sun (3:52)
- 11. Five Million Years (4:05)
- 12. Overgrown (4:48)

### CD bonus (edición limitada)
- 1. You Should Have Told Me (Acoustic Version)
- 2. I Wouldn't Change A Thing (Acoustic Version)
- 3. Totally Hide
- 4. Once Upon A Year (Acoustic Version)
- 5. d.a.r. (Instrumental)

## Créditos
- Guitarras, bajo, voz, teclados, programación y arreglos: Paul Waaktaar-Savoy.
- Guitarra rítmica, voz: Lauren Savoy.
- Batería, coros: Frode Unneland.

- Todos los temas por Lauren Savoy / Paul Waaktaar-Savoy.

- Producido por: Savoy.

- Discográfica: EMI Norsk.

- Datos: Q303633